# Helena Mázlová
Helena Mázlová (23 de julio de 1929 - 2003) fue una jugadora de baloncesto checoslovaca. Consiguió 6 medallas en competiciones oficiales con Checoslovaquia.